# Red (album Black Uhuru)
Red – czwarty album studyjny Black Uhuru, jamajskiej grupy muzycznej wykonującej roots reggae.
Płyta została wydana w roku 1981 przez Mango Records, oddział brytyjskiej wytwórni Island Records; na Jamajce ukazała się natomiast nakładem labelu Taxi Records należącego do grających z zespołem Lowella "Sly" Dunbara i Robbiego Shakespeare’a. Oni też zajęli się produkcją krążka. Nagrania zostały zarejestrowane w studiu Channel One w Kingston. Album doczekał się dwóch reedycji na CD, wydanych przez Mango w roku 1990 oraz przez Island w roku 2003.

## Lista utworów

### Strona A
1. "Youth Of Eglington"
2. "Sponji Reggae"
3. "Sistren"
4. "Journey"

### Strona B
1. "Utterance"
2. "Puff She Puff"
3. "Rockstone"
4. "Carbine"

### Dodatkowe utwory w reedycji z roku 2003
1. "Sponji Reggae" (discomix)
2. "Trodding" (Journey Dub)

## Muzycy

### Black Uhuru
- Michael Rose - wokal
- Duckie Simpson - chórki
- Puma Jones - chórki

### Instrumentaliści
- Barry Reynolds - gitara
- Radcliffe "Dougie" Bryan - gitara
- Bertram "Ranchie" McLean - gitara
- Mikey "Mao" Chung - gitara rytmiczna
- Robbie Shakespeare - gitara basowa
- Sly Dunbar - perkusja
- Uziah "Sticky" Thompson - perkusja
- Keith Sterling - fortepian, organy
- Jimmy Becker - harmonijka